# 25 lat Listy Przebojów Trójki 1982–2006
25 lat listy przebojów Trójki 1982–2006 – seria 25 zestawów płyt z książeczkami wydanych z okazji 25-lecia Listy Przebojów Programu Trzeciego. Przygotowana została przez Polskie Radio Program III wraz z Dziennikiem, a wydawcą była firma TMM Polska/Planeta Marketing. Każda z płyt dołączana była co tydzień do gazety. Całość można było również zamówić drogą pocztową. Kontynuacją tej serii jest kolekcja 30 lat Listy Przebojów Trójki 2007–2011.

## Lista płyt

### 1982
1. Jon Anderson & Vangelis – „I'll Find My Way Home”
2. Maanam – „O! Nie rób tyle hałasu”
3. Cheap Trick – „If You Want My Love”
4. Perfect – „Autobiografia”
5. TOTO – „Rosanna”
6. Republika – „Telefony”
7. Jean-Michel Jarre – „Souvenir of China”
8. TSA – „51”
9. The Stranglers – „Golden Brown”
10. Turbo – „Dorosłe dzieci”
11. Trio – „Da Da Da”
12. Oddział Zamknięty – „Ten wasz świat”
13. Kim Wilde – „View from a Bridge”
14. Izabela Trojanowska – „Karmazynowa noc”

### 1983
1. Classix Nouveaux – „Never Never Comes”
2. Maanam – „Kocham Cię, kochanie moje”
3. The Stranglers – „Midnight Summer Dream”
4. Lady Pank – „Mniej niż zero”
5. Yazoo – „Happy People”
6. Republika – „Biała flaga”
7. Mike Oldfield & Maggie Reilly – „Moonlight Shadow”
8. Oddział Zamknięty – „Obudź się”
9. Men at Work – „Down Under”
10. Spandau Ballet – „True”
11. Culture Club – „Do You Really Want to Hurt Me”
12. TSA – „Alien”
13. TOTO – „Africa”
14. Perfect – „Objazdowe nieme kino”

### 1984
1. Lionel Richie – „Hello”
2. Tina Turner – „Private Dancer”
3. Klaus Mitffoch – „Jezu, jak się cieszę”
4. Ultravox – „Dancing with Tears in My Eyes”
5. Maanam – „Krakowski spleen”
6. Limahl – „The Never Ending Story”
7. Republika – „Obcy astronom”
8. Laura Branigan – „Self Control”
9. Nik Kershaw – „Wouldn't It Be Good”
10. Aya RL – „Skóra”
11. Fiction Factory – „Feels Like Heaven”
12. Lady Pank – „Zamki na piasku”
13. Billy Idol – „Eyes Without a Face”
14. TSA – „Heavy metal świat”

### 1985
1. Midge Ure – „If I Was”
2. Lady Pank – „Sztuka latania”
3. Lionel Richie – „Say You, Say Me”
4. Maanam – „Lipstick on the Glass”
5. Tears for Fears – „Shout”
6. Tilt – „Runął już ostatni mur”
7. Marillion – „Kayleigh”
8. Daab – „W moim ogrodzie”
9. Katrina & The Waves – „Walking on Sunshine”
10. Aya RL – „Nasza ściana”
11. Kool & The Gang – „Cherish”
12. Bryan Ferry – „Slave to Love”
13. Oddział Zamknięty – „Horror”
14. Colourbox – „The Moon Is Blue”

### 1986
1. Bruce Hornsby and the Range – „The Way It Is”
2. Tina Turner – „Typical Male”
3. Tilt – „Mówię Ci, że”
4. Stan Ridgway – „Camouflage”
5. Status Quo – „In the Army Now”
6. Maanam – „Jesteśmy ze stali”
7. It's Immaterial – „Driving Away from Home”
8. Chris de Burgh – „Lady in Red”
9. Rezerwat – „Zaopiekuj się mną”
10. Level 42 – „Lessons in Love”
11. Bryan Ferry – „Is Your Love Strong Enough”
12. Kobranocka – „I nikomu nie wolno się z tego śmiać”
13. Talk Talk – „Life's What You Make It”
14. Republika – „Moja krew”

### 1987
1. Europe – „The Final CountDown”
2. Red Box – „For America”
3. Sztywny Pal Azji – „Wieża radości, wieża samotności”
4. The Bolshoi – „Sunday Morning”
5. Cutting Crew – „(I Just) Died in Your Arms Tonight”
6. Obywatel G.C. – „Paryż-Moskwa 17.15”
7. Suzanne Vega – „Luka”
8. Depeche Mode – „Strange Love”
9. Lady Pank – „To co mam”
10. Black – „Wonderful Life”
11. Johnny Hates Jazz – „Shattered Dreams”
12. Voo Voo – „Jak gdyby nigdy nic”
13. The Stranglers – „Always the Sun”
14. Gary Moore – „Over the Hills and Far Away”

### 1988
1. Bobby McFerrin – „Don't Worry Be Happy”
2. Obywatel G.C. – „Nie pytaj o Polskę”
3. INXS – „Never Tear Us Apart”
4. Al Stewart – „Last Days of the Century”
5. Terence Trent D’Arby – „Sign Your Name”
6. Lady Pank – „Zostawcie Titanica”
7. The Cure – „Just Like Heaven”
8. Tilt – „Tak jak ja kocham Cię”
9. Whitesnake – „Here I Go Again”
10. Róże Europy – „List do Gertrudy Burgund”
11. TOTO – „Stop Loving You”
12. Malarze i Żołnierze – „Po prostu pastelowe”
13. Mory Kanté – „Yeke Yeke”
14. Chłopcy z Placu Broni – „O! Ela”
15. Basia – „Time & Tide”

### 1989
1. Tanita Tikaram – „Twist in My Sobriety”
2. The Cure – „Lullaby”
3. De Mono – „Kochać inaczej”
4. Tina Turner – „The Best”
5. Tears for Fears – „Sowing the Seeds of Love”
6. Chłopcy z Placu Broni – „Kocham Wolność”
7. Basia – „New Day for You”
8. Simply Red – „It's Only Love”
9. Ziyo – „Wyspy (bliżej gwiazd)”
10. Sam Brown – „Stop”
11. Gary Moore – „After the War”
12. T.Love – „Wychowanie”
13. Chris Rea – „The Road to Hell”
14. Cher – „If I Could Turn Back Time”
15. Martika – „Toy Soldiers”

Powyższa lista utworów pochodzi z okładki opakowania. 
Na płycie utwór "Toy Soldiers" jest umieszczony przed utworem Chrisa Rea, na pozycji 13.

### 1990
1. Basia – „Cruising for Bruising”
2. Phil Collins – „Another Day in Paradise”
3. T.Love – „Warszawa”
4. Depeche Mode – „Enjoy the Silence”
5. Sinéad O’Connor – „Nothing Compares to You”
6. Kobranocka – „Kocham Cię jak Irlandię”
7. Alannah Myles – „Black Velvet”
8. Gary Moore – „Still Got the Blues”
9. Stanisław Soyka – „Cud niepamięci”
10. Propaganda – „Heaven Give Me Words”
11. Tears for Fears – „Woman in Chains”
12. Lady Pank – „Zawsze tam gdzie Ty”
13. House of Love – „Shine On”
14. The Christians – „Words”

### 1991
1. Kult – „General Ferreira” (Rząd oficjalny)
2. Extreme – „More Than Words”
3. Queensryche – „Silent Lucidity”
4. IRA – „Mój dom”
5. Scorpions – „Wind of Change”
6. Chris Rea – „Auberge”
7. Stanisław Soyka – „Tolerancja (na miły Bóg)”
8. Simple Minds – „Let There Be Love”
9. Marillion – „No One Can”
10. Republika – „Lawa”
11. Cher – „The Shoop Shoop Song” (It's in His Kiss)
12. Zucchero & Paul Young – „Senza Una Donna”
13. Elektryczne Gitary – „Włosy”
14. Paula Abdul – „Rush Rush”

### 1992
1. k.d. lang – „Constant Craving”
2. Róże Europy & Edyta Bartosiewicz – „Jedwab”
3. The Cure – „Friday I'm in Love”
4. Tasmin Archer – „Sleeping Satellite”
5. Obywatel G.C. – „Zasypiasz sama”
6. Zucchero & Randy Crawford – „Diamante”
7. Ten Sharp – „You”
8. Maanam – „Wyjątkowo zimny maj”
9. Mr. Big – „To Be with You”
10. Lionel Richie – „Do It to Me”
11. Wilki – „Eroll”
12. Julian Lennon – „Saltwater”
13. Joe Cocker – „Night Calls”
14. IRA – „Nadzieja”

### 1993
1. T.Love – „King”
2. Depeche Mode – „Walking in My Shoes”
3. Bajm – „Płomień z nieba”
4. Duran Duran – „Ordinary World”
5. Wilki – „N'Avoie”
6. Soul Asylum – „Runaway Train”
7. Hey & Edyta Bartosiewicz – „Moja i twoja nadzieja”
8. Spin Doctors – „Two Princes”
9. De Mono – „Statki na niebie”
10. 4 Non Blondes – „What's Up'
11. IRA – „Wiara”
12. Chłopcy z Placu Broni – „Kocham Cię”
13. Elton John – „The Last Song”
14. Ziyo – „Magiczne słowa” (Wszystko to, co mam)

### 1994
1. Edyta Bartosiewicz – „Sen”
2. Perfect – „Całkiem inny kraj”
3. Soundgarden – „Black Hole Sun”
4. Kasia Kowalska – „Jak rzecz”
5. Wet Wet Wet – „Love Is All Around”
6. Varius Manx – „Zanim zrozumiesz”
7. Joe Cocker – „Summer in the City”
8. T.Love – „I Love You”
9. Raz, Dwa, Trzy – „Czekam i wiem” (Jeśli coś się dzieje)
10. Basia – „Third Time Lucky”
11. Lady Pank – „Na co komu dziś”
12. Maanam – „Zapatrzenie”
13. Crash Test Dummies – „Mmm Mmm Mmm Mmm”
14. Edyta Górniak – „Jestem kobietą”

### 1995
1. Formacja Nieżywych Schabuff – „Lato”
2. Simply Red – „Fairground”
3. Edyta Górniak – „Dotyk”
4. Elton John – „Believe”
5. Justyna Steczkowska – „Dziewczyna Szamana”
6. Grzegorz Turnau – „Bracka”
7. Robert Palmer – „Know by Now”
8. Edyta Bartosiewicz – „Zegar”
9. Nick Cave & Kylie Minogue – „Where the Wild Roses Grow”
10. Perfect – „Kołysanka dla nieznajomej”
11. Tina Arena – „Chains”
12. Varius Manx – „Pocałuj noc” (Do Ciebie)
13. Marillion – „Beautiful”
14. Hey – „Anioł”

### 1996
1. Queen – „You Don’t Fool Me”
2. Anita Lipnicka – „I wszystko się może zdarzyć”
3. Varius Manx – „Orła cień”
4. Joan Osborne – „One of Us”
5. Kayah – „Fleciki”
6. Maanam – „Mówią, że miłość mieszka w niebie”
7. Neneh Cherry – „Woman”
8. Robert Gawliński – „Jasne ulice”
9. Urszula – „Na sen”
10. The Cranberries – „Salvation”
11. Grzegorz Turnau – „Między ciszą a ciszą”
12. De Su – „Życie cudem jest”
13. Suzanne Vega – „Caramel”
14. Edyta Bartosiewicz – „Ostatni”
15. Firebirds – „Harry”

### 1997
1. Queen – „Mother Love”
2. Kayah – „Supermenka”
3. Robert Janson – „Małe szczęścia”
4. Depeche Mode – „It's No Good”
5. T.Love – „Chłopaki nie płaczą”
6. O.N.A. – „Kiedy powiem sobie dość”
7. Prodigy – „Breathe”
8. Anita Lipnicka – „Piękna i rycerz”
9. Grzegorz Turnau & Justyna Steczkowska – „Niebezpieczne związki”
10. Joe Cocker – „N'oubliez jamais”
11. Anna Maria Jopek – „Ale jestem”
12. Toni Braxton – „Un-break My Heart”
13. Elektryczne Gitary – „Kiler”
14. Meredith Brooks – „Bitch”
15. Buty – „Jednou Rano”

### 1998
1. Perfect – „Niepokonani”
2. Kult – „Dziewczyna bez zęba na przedzie”
3. Depeche Mode – „Only When I Lose Myself”
4. Beata – „Siedzę i myślę”
5. Myslovitz – „To nie był film”
6. Des’ree – „Life”
7. Sexbomba – „Hallo, to ja”
8. T.Love – „Stokrotka”
9. Edyta Górniak – „Anything”
10. Lady Pank – „Znowu pada deszcz”
11. Lighthouse Family – „High”
12. Urszula – „Anioł wie”
13. Paweł Kukiz & Piersi – „Całuj mnie”
14. Eagle-Eye Cherry – „Save Tonight”
15. Republika – „Mamona”

### 1999
1. Kayah & Goran Bregovic – „Śpij kochanie, śpij”
2. Myslovitz – „Długość dźwięku samotności”
3. The Cranberries – „Animal Instinct”
4. Edyta Górniak & Mietek Szcześniak – „Dumka na dwa serca”
5. David Sanborn & Sting – „Ain't No Sunshine”
6. Anna Maria Jopek – „Ja wysiadam”
7. Republika – „Odchodząc”
8. Beverley Craven – „I Miss You”
9. Robert Gawliński – „Cherman”
10. Hey – „4 pory”
11. Emilia – „Big Big World”
12. Raz, Dwa, Trzy – „Czarna Inez”
13. Małgorzata Ostrowska – „Lawa”
14. Steve Hackett – „In Memoriam”

### 2000
1. a-ha – „Summer Moved On”
2. Anna Maria Jopek – „Szepty i łzy”
3. Moby – „Why Does My Heart Feel So Bad”
4. Grzegorz Halama – „Ja wiedziałem, że tak będzie”
5. Brathanki – „Czerwone korale”
6. Reamonn – „Supergirl”
7. Kasia Kowalska – „Nobody”
8. Kent – „Music Non Stop”
9. Myslovitz – „My”
10. Katarzyna Groniec – „Dzięki za miłość”
11. The Cranberries – „Loud & Clear”
12. Maxim & Skin – „Carmen Queasy”
13. Anita Lipnicka – „Jestem powietrzem”
14. Stina Nordenstam & Leszek Możdżer – „For You”

### 2001
1. Coldplay – „Don't Panic”
2. Kayah & Cesaria Evora – „Embarcacao”
3. Kasia Kowalska – „Być tak blisko”
4. Travis – „Sing”
5. Kowalski – „Marian”
6. Robbie Williams – „The Road to Mandalay”
7. T.Love – „Nie, nie, nie”
8. Titiyo – „Come Along”
9. Voo Voo – „Nabroiło się”
10. Brainstorm – „Maybe”
11. Yugoton – „Malcziki”
12. O.N.A. – „Niekochana”
13. Hey – „Cisza, ja i czas”
14. Mietek Szcześniak – „Spoza nas”

### 2002
1. Depeche Mode – „Freelove”
2. Hey – „[sic!]”
3. Nickelback – „How You Remind Me”
4. Republika – „Śmierć na pięć”
5. P.O.D. – „Youth of the Nation”
6. T.Love – „Ajrisz”
7. a-ha – „Forever Not Yours”
8. Wilki – „Urke”
9. The Cranberries – „Time Is Ticking Out”
10. Stanisław Soyka – „Życie to krótki sen”
11. Live – „Overcome”
12. Ewa Bem – „Mówię tak, myślę nie”
13. Gordon Haskell – „How Wonderful You Are”
14. Grzegorz Turnau – „Liryka, liryka”
15. Vanessa Carlton – „A Thousand Miles”

### 2003
1. Kayah – „Testosteron”
2. Reamonn – „Star”
3. Blue Café – „Do nieba, do piekła”
4. Archive – „Again”
5. Borysewicz & Kukiz – „Bo tutaj jest jak jest”
6. Reni Jusis – „Kiedyś cię znajdę”
7. Counting Crows feat. Vanessa Carlton – „Big Yellow Taxi”
8. Edyta Górniak – „Impossible”
9. Moby – „In This World”
10. Marcin Rozynek – „Siłacz”
11. Kasia Kowalska – „Pieprz i sól”
12. Starsailor – „Silence Is Easy”
13. Hey – „Muka!”
14. Goya – „Kawałek po kawałku”
15. Voo Voo – „Czas pomyka”

### 2004
1. Wilki – „Bohema”
2. Maroon 5 – „This Love”
3. Lady Pank – „Stacja Warszawa”
4. Limp Bizkit – „Behind Blue Eyes”
5. Maanam – „Ocean wolnego czasu – Kraków”
6. Starsailor – „Four to the Floor”
7. Sweet Noise feat. Edyta Górniak – „Nie było”
8. Hey – „Mru-mru”
9. Sidney Polak feat. Pezet – „Otwieram wino”
10. 3 Doors Down – „Here Without You”
11. Coma – „Spadam”
12. OutKast – „Hey Ya!”
13. Voo Voo – „Moja broń”
14. Norah Jones – „Sunrise”
15. Chylińska – „Winna”

### 2005
1. Lech Janerka – „Rower”
2. Sidney Polak – „Chomiczówka”
3. Angela McCluskey – „It's Been Done”
4. Hurt – „Załoga G”
5. Depeche Mode – „Precious”
6. Hey – „Mimo wszystko”
7. Timo Maas feat. Brian Molko – „First Day”
8. Krzysztof Kiljański feat. Kayah – „Prócz Ciebie, nic”
9. Moby – „Lift Me Up”
10. Maria Peszek – „Moje miasto”
11. System of a Down – „Lost in Hollywood”
12. Dorota Miśkiewicz – „Poza czasem”
13. Röyksopp – „What Else Is There”
14. Pati Yang – „All That Is Thirst”

### 2006
1. Basia Stępniak-Wilk & Grzegorz Turnau – „Bombonierka”
2. INXS – „Afterglow”
3. T.Love – „Jazz nad Wisłą”
4. Bic Runga – „Say After Me”
5. Hey – „Byłabym”
6. Massive Attack & Terry Callier – „Live with Me”
7. Goya – „Tylko mnie kochaj”
8. Placebo – „Song to Say Goodbye”
9. Myslovitz – „Mieć czy być”
10. Depeche Mode – „A Pain That I'm Used To”
11. Reni Jusis – „Kilka prostych prawd”
12. System of a Down – „Lonely Day”
13. Coma – „Daleka droga do domu”
14. Anja Garbarek – „The Last Trick”
15. Button Hackers – „Między nami”